# Англійський маффін
Англійський мафін (англ. English muffin) — невелика, кругла і плеската дріжджова (іноді на заквасці) булочка або пишні оладки. Зазвичай її нарізають горизонтально та подають підсмаженою. Є частиною сніданку у Сполученому Королівстві, Північній Америці, Австралії та Новій Зеландії. Її їдять із солодкими чи солоними начинками, такими як вершкове масло, фруктовий джем, мед, яйця, ковбаса, бекон чи сир. Англійські мафіни є важливим інгредієнтом яєць Бенедикт та різних сендвічів, наприклад, макмафінів. Можуть використовуватись замість хліба для французьких тостів.
У різних частинах світу ці вироби зазвичай називають англійськими мафінами, щоб відрізнити їх від більш солодкої випічки у формі кексів, також відомих як мафіни. Англійські мафіни доступні в широкому асортименті, включаючи цільнозернові, багатозернові, з корицею, родзинками, журавлиною та яблуком з корицею.

## Походження

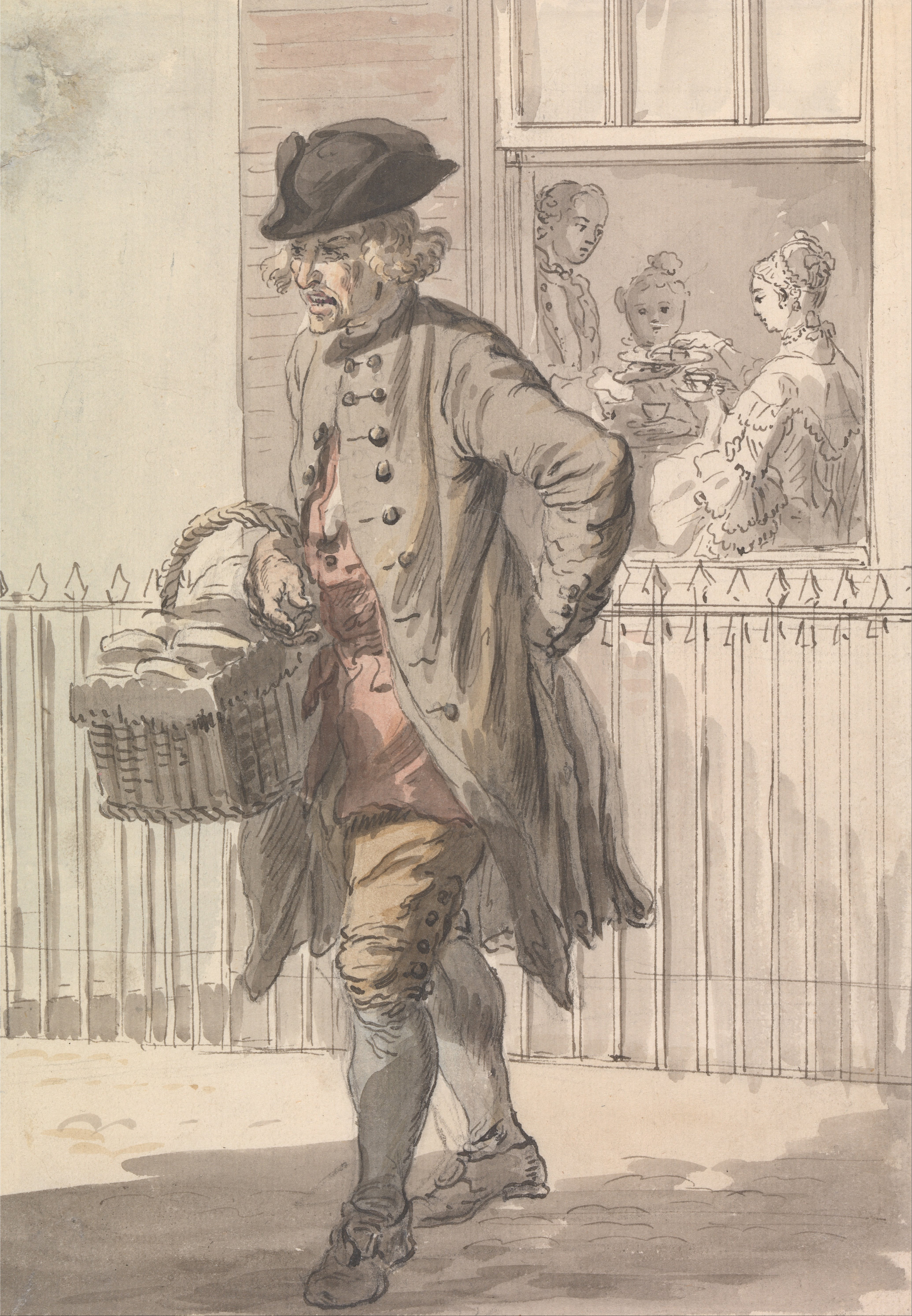
Лондонські торговці: мафін-мен (1759)

Вважається, що слово muffin походить від нижньонімецького muffen, що означає «невеликі коржі». Оксфордський словник англійської також пропонує можливий зв'язок зі старофранцузьким moflet, типом хліба. Спочатку це означало «будь-який із різних видів хліба чи пирога».
Перше зареєстроване використання слова muffin було в 1703, рецепти мафінів з'являються в британських кулінарних книгах ще в 1747 в книзі Ханни Гласс «Мистецтво кулінарії». Вони описуються зі структурою всередині «як стільники». У книзі Oxford Companion to Food, її автор Алан Девідсон заявляє, що «завжди була деяка плутанина між мафінами, крампетами й піклетами, як і рецептах, і у назві». Зростаюча популярність коржів у ХІХ столітті підтверджується існуванням особливих булочників, рознощиків чи muffin men, які ходили від дверей до дверей, продаючи англійські мафіни як закуски доти, як у більшості будинків з'явилися власні печи.

### Колокольний дзвін

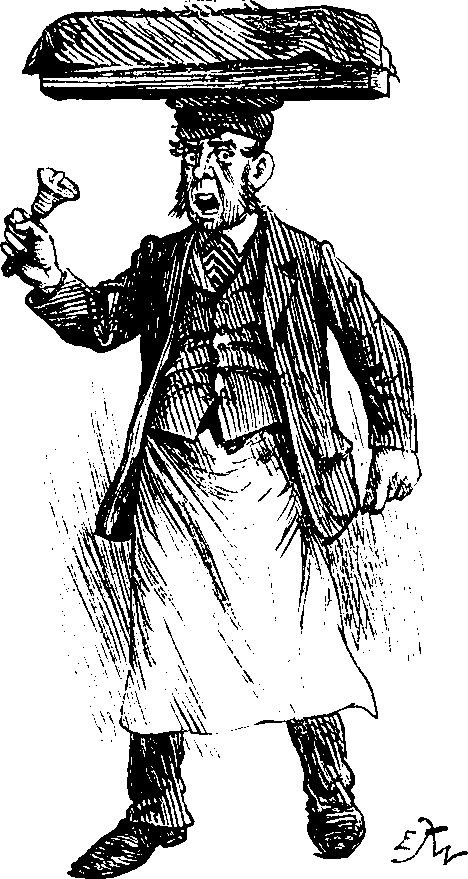
Вікторіанський маффін-мен дзвонить у дзвіночок, журнал «Панч», 1892

Дзвін булочників став настільки поширеним явищем, що до 1839 британський парламент прийняв закон, що забороняє булочникам дзвонити в дзвіночки, але продавці не дотримувалися його. У 1861 році мафіни «великого розміру» у вуличних торговців зазвичай продавалися по півпенні кожна; Крампети коштували біля пенні..

## У популярній культурі
Традиційний англійський дитячий віршик «The Muffin Man», датований пізніше 1820 року, походить від цього звичаю.
Добре відоме посилання на англійські мафіни міститься в п'єсі Оскара Уайльда 1895 «Як важливо бути серйозним».

## У країнах світу

### Велика Британія

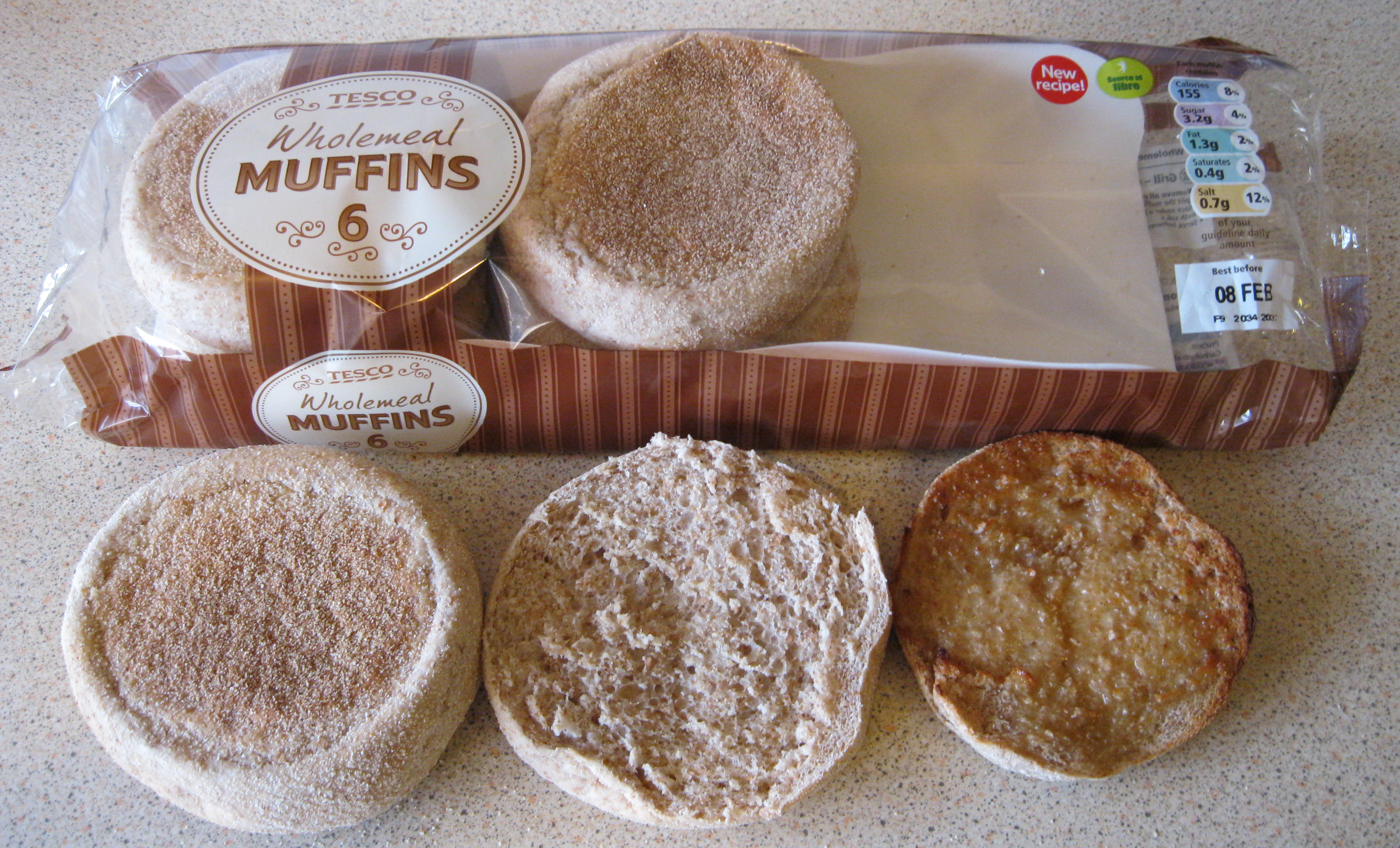
Цільнозернові англійські мафіни з Tesco

Англійські мафіни у Великій Британії іноді називають просто мафінами. Мафіни по-американськи називають американськими мафінами або мафінами в американському стилі, щоб розрізняти їх. Проте загалом слово «мафін» можна використовувати позначення обох страв без плутанини чи непорозуміння. У Великій Британії англійські мафіни зазвичай їдять з чаєм або кавою, і їх часто подають до післяобіднього чаю, який подають у британських готелях .

### США
Mush muffins або «мафіни з каші» (називаються в Новій Англії slipperdowns) були колоніальними американськими мафінами, приготованими з кукурудзи на підвішеній (над вогнем) сковороді. Ці та інші види коржів були відомі американським поселенцям, але їхня популярність знизилася з появою булочок швидкого приготування.
Посилання на англійські мафіни з'являються в газетах США, починаючи з 1859 , а їх докладні описи та рецепти були опубліковані ще в 1870 .
Популярним брендом англійських мафінів у США є Thomas', який був заснований англійським іммігрантом Семюелем Батом Томасом у 1880 році. Томас відкрив другу пекарню неподалік від першої за адресою 337 West 20th Street у будівлі, яка досі відома як The Muffin House. Англійські мафіни на заквасці Foster's були популярним брендом англійських мафінів родом із Сан-Франциско. Вони були фірмовим пунктом меню в ресторанах Фостера з 1940-х до 1970-х років і продовжували випускатися в упакованому вигляді до 2008 року.

### Німеччина
Англійські мафіни, відомі як Toastbrötchen («булочка для тостів»), доступні у більшості великих супермаркетів Німеччини.

### Португалія
Англійські мафіни дуже схожі на португальські bolo do caco.

## Приготування англійських мафінів[35]

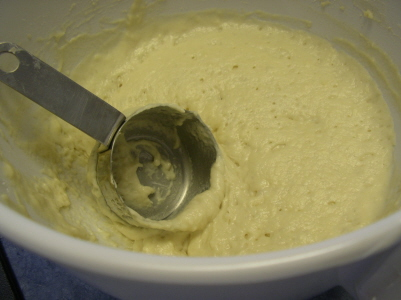
Тісто доволі вологе і йому не можна надати таку форму, як тісту для хліба.
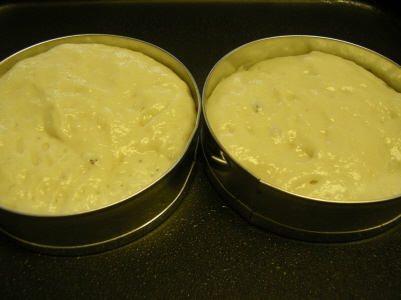
Тісто викладають по колу на сковороду або форму, а потім випікають.
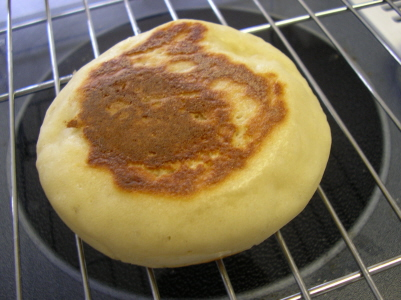
Готові мафіни охолоджують перед вживанням.
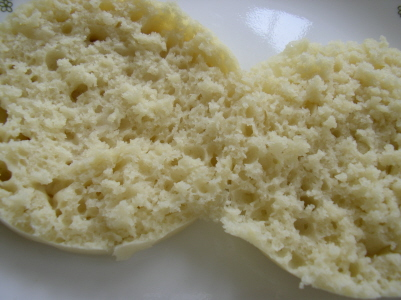
Потім їх розрізають навпіл; текстура має дрібну крихту та не схожа на тісто для хліба.
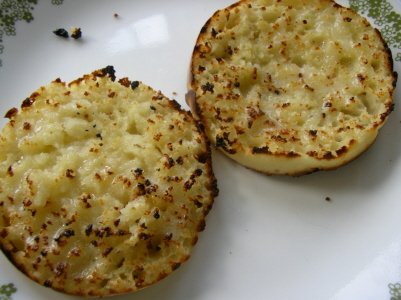
Половинки мафінів зазвичай підсмажують і змащують маслом.